# Макаров, Артур Сергеевич
Арту́р Серге́евич Мака́ров (22 июня 1931, Ленинград — 3 октября 1995, Москва) — писатель, киносценарист.

## Биография
Артур Макаров был приёмным сыном режиссёра Сергея Герасимова и актрисы Тамары Макаровой.
Макаров дебютировал как писатель в августе 1966 года, когда журнал «Новый мир» опубликовал его рассказ «Дома». В октябре появился другой рассказ — «Накануне прощания», которым восторгался Александр Твардовский.
Макаров дружил с Андреем Тарковским, Василием Шукшиным. Шукшин пригласил Макарова исполнить роль вора в законе в фильме «Калина красная». У Макарова проживал приехавший в Москву начинающий художник Илья Глазунов. Его близким другом был Владимир Высоцкий. После смерти Высоцкого Макаров продолжал общение с его женой Мариной Влади.
Макаров был страстным охотником и собрал большую коллекцию холодного охотничьего оружия.
Официально был женат на Миле Макаровой. В конце 1980-х годов писатель сблизился с актрисой Жанной Прохоренко. Не разводясь с женой, он стал жить с Прохоренко в фактическом браке.

## Убийство
Артур Макаров был убит 3 октября 1995 года в квартире Жанны Прохоренко на улице 26 Бакинских Комиссаров в Москве. Его зарезали охотничьим ножом. Убийство носило очевидно уголовный характер и было связано с предпринимательством, которым в последние годы жизни занимался Артур Макаров. Убийство так и не было раскрыто. Через два года после гибели Макарова скончалась его приёмная мать — Тамара Макарова.
Похоронен в Москве на Кунцевском кладбище.

## Творчество

### Книги
- 1. Много дней без дождя (М.: Московский рабочий, 1982)
- 2. Накануне прощания (М.: Современник, 1986)
- 3. Повести и рассказы (М.: РИФ «РОЙ», 2001)
- 4. ??? Киносценарии (???)

### Повести
- 1965 — На новом месте
- 1966 — До́ма
- 1968 — Былая весна
- 1974 — Жарким летом
- 1974 — На родной земле
- 1976 — Много дней без дождя
- Будь готов к неожиданностям (опубл. в сборнике «Поединок» № 7,1981)
- Аукцион начнётся вовремя (опубл. в альманахе «Искатель» за 1988)
- «Соболь» оставляет след (опубл. в «Библиотечке журнала „Советский воин“» № 4/887, 1991)
- Пять летних дней (опубл. в сборнике «Поединок» № 17, 1991)

### Рассказы
- 1962 — Ненастье
- 1963 — Выезд в город
- 1964 — Накануне прощания
- 1974 — Придурки
- 1977 — Давнее счастье
- 1977 — Светлая Пасха
- 1977 — Возвращение домой
- 1979 — Праздник как праздник
- С субботы на воскресенье

### Заметки
- Побывка в Сростках (опубл. в газете «Алтайская правда» № 277—279 (24530—24532) 10 октября 2003)

### Киносценарии
- 1968 — Красные пески (нет в титрах)
- 1968 — Новые приключения неуловимых
- 1968 — Один шанс из тысячи
- 1971 — Неожиданное рядом
- 1971 — Горячие тропы
- 1977 — Золотая мина
- 1977 — Приезжая
- 1978 — Кавказская повесть
- 1978 — На новом месте
- 1978 — Близкая даль
- 1979 — По следу властелина
- 1979 — Родное дело
- 1979 — Последняя охота
- 1980 — Девушка из легенды
- 1980 — Служа Отечеству
- 1980 — Шальная пуля
- 1981 — Три дня праздника
- 1983 — Пароль — отель «Регина»
- 1984 — Колье Шарлотты
- 1984 — Ольга и Константин
- 1985 — Порох
- 1991 — Пьющие кровь
- 1991 — Кровь за кровь
- 1992 — Три дня вне закона
- 1993 — Постскриптум (документальный)

- Залётная бригада (опубл. в альманахе «Киносценарии» — вып. № 2 за 1983 год)
- Ночной хищник (опубл. в альманахе «Киносценарии» 1983)
- Последний роман императрицы
- Пожар (во второй половине 1960-х годов А. Тарковский и А. Макаров написали сценарий фильма о цирковом гимнасте на трапеции. По сценарию, гимнаст поссорился с труппой цирка и собирался уехать из города. В это время на нефтепромыслах начался пожар. Пожарные на вертолёте не смогли пробиться к клапану, который надо было перекрыть, поскольку вокруг бушевало пламя. И тогда обратились за помощью к циркачу-гимнасту, который, в конце концов, используя свои навыки, ликвидировал пожар. Именно этого гимнаста хотел сыграть Высоцкий. Заявка на сценарий была предложена режиссёру Г. Полоке, ему она понравилась, однако в силу каких-то причин фильм снят не был. [источник не указан 4876 дней])

### Актёр
- 1973 — Калина красная — Бульдя (член воровской «малины»)
- 1977 — Смешные люди! — эпизод

## Фильм об А. С. Макарове
2000 — «Дело» Артура Макарова (реж. Пётр Солдатенков)

## Награды
Лауреат Государственной премии Узбекской ССР за сценарий фильма «Служа Отечеству».